# Ратушняк Володимир Володимирович
Володи́мир Володи́мирович Ратушня́к — український військовослужбовець, капітан Збройних сил України, учасник російсько-української війни. Лицар ордена Богдана Хмельницького I (2022), II (2019), III (2016) ступенів, кавалер ордена «За мужність» III ступеня (2022).

## Життєпис
Під час російського вторгнення в Україну у 2022 році з 1 по 3 березня десантники 80-ї окремої десантно-штурмової бригади під командуванням Володимира Ратушняка не допустили оточення окупантами міста Вознесенськ, що на Миколаївщині. Знищено різноманітну військову техніку окупантів та особовий склад. Водночас десантники захопили трофейну техніку.

## Нагороди
- орден Богдана Хмельницького I ступеня (4 липня 2022) — за особисту мужність і самовіддані дії, виявлені у захисті державного суверенітету та територіальної цілісності України, вірність військовій присязі[2];
- орден Богдана Хмельницького II ступеня (21 серпня 2019) — за особистий вагомий внесок у зміцнення обороноздатності Української держави, мужність, виявлену під час бойових дій, зразкове виконання службових обов’язків та високий професіоналізм[3];
- орден Богдана Хмельницького III ступеня (18 травня 2016) — за особисту мужність і високий професіоналізм, виявлені у захисті державного суверенітету та територіальної цілісності України, вірність військовій присязі[4];
- орден «За мужність» III ступеня (4 квітня 2022) — за особисту мужність і самовіддані дії, виявлені у захисті державного суверенітету та територіальної цілісності України, вірність військовій присязі[5].

## Військові звання
- капітан.